# Spilosoma lateritica
Spilosoma lateritica là một loài bướm đêm thuộc phân họ Arctiinae, họ Erebidae.